# کوه بابک
کوه بابک ، کمر سگ کش ، برفدون یا پاریکوه بلند ترین قله  کوهستان شهربابک  در شهرستان شهربابک می باشد که از گذشته نشانی این کوهستان بوده است . این قله ارتفاعی در حدود ۳۴۴۳ متر در جهت شمالی جنوبی کشیده شده است و دامنه های شرقی آن مرز شهرستان شهربابک با شهرستان رفسنجان را تشکیل می دهد . از مغرب به دره دغندر ، از مشرق به دره های  پورکان  و  رودین  و از جنوب به منطقه  سرداب (شهربابک) منتهی می شود .